# Lubomyr Połatajko
Lubomyr Połatajko (ukr. Любомир Полатайко, ur. 21 listopada 1979 w Nadwórnej) – ukraiński kolarz torowy i szosowy, czterokrotny medalista torowych mistrzostw świata.

## Kariera
Największy sukces w karierze Lubomyr Połatajko osiągnął w 2001 roku, kiedy na torowych mistrzostwach świata w Antwerpii wspólnie z Ołeksandrem Symonenko, Serhijem Czerniawskim oraz Ołeksandrem Fedenko zdobył złoty medal w drużynowym wyścigu na dochodzenie. W 2006 roku, na mistrzostwach świata w Bordeaux razem z Wołodymyrem Diudią, Romanem Kononenko i Maksymem Poliszczukiem zdobył brązowy medal w drużynowym wyścigu na dochodzenie, a w madisonie, razem z Wołodymyrem Rybinem, zajął drugie miejsce. Ponadto podczas mistrzostw świata w Palma de Mallorca w 2007 roku razem z Poliszczukiem, Witalijem Szczedowem i Witalijem Popkowem wywalczył srebrny medal w drużynowym wyścigu na dochodzenie. Rok później, podczas igrzysk olimpijskich w Pekinie w drużynowym wyścigu na dochodzenie był dziewiąty, a w madisonie zajął piętnastą pozycję. Startował również na mistrzostwach świata w Kopenhadze w 2010 roku, gdzie Ukraińcy zajęli piąte miejsce.